# Polityka naukowa
Polityka naukowa – definiowana jest jako działalność państwa oraz innych instytucji publicznych mająca na celu takie wpływanie na naukę, które w sposób optymalny przyczyni się do wzrostu gospodarczego i rozwoju społecznego przy jak najlepszym wykorzystaniu środków na badania naukowe. Często do szeroko rozumianej polityki naukowej zalicza się także politykę innowacyjną, której zadaniem jest wprowadzanie wyników badań naukowych, wynalazków i usprawnień do praktyki gospodarczej. Jest to jedna z najmłodszych dziedzin polityki gospodarczej, ukształtowała się dopiero w latach pięćdziesiątych ubiegłego stulecia.

## Historia
Przełomową datą jest rok 1935, kiedy to wydano pracę J.D. Bernala pt. „The Social Function of Science” („Społeczna funkcja nauki”), ujmującą całościowo problemy nauki we współczesnym świecie. W 1967 r. we Frascati (Włochy) odbyła się konferencja przedstawicieli krajów skupionych w OECD, w trakcie której wypracowano wiele zaleceń i definicji dotyczących polityki naukowej, będących podstawą obecnego rozwoju tej dziedziny. Dzięki ustaleniom z 1967 r. w wielu krajach, także w krajach rozwijających się, utworzono organy decyzyjne a szczeblu rządowym odpowiedzialne za politykę naukową.

## Założenia
Działania podejmowane w ramach polityki naukowej:
- określenie celów, które nauka ma osiągnąć w toku prowadzonych badań
- przekształcenia w strukturze organizacyjnej nauki
- tworzenie warunków sprzyjających rozwijaniu efektywnej działalności naukowej
- kształtowanie rozwiązań ułatwiających wdrażanie osiągnięć nauki do praktyki gospodarczej

Procedura formułowania założeń polityki naukowej, dokonywana przez instytucje publiczne, wymaga określonych działa rozpoznawczych, dotyczących:
- potencjału naukowo-badawczego kraju
- stanu kadry pracowniczej z wyższym wykształceniem
- struktury potencjału naukowego
- regionalnego rozmieszczenia potencjału naukowego
- planów badań i prac rozwojowych
- sytuacji materialnej pracowników nauki
- obowiązujących przepisów prawnych, mających wpływ na funkcjonowanie nauki

Przy formułowaniu celów polityki naukowej należy uwzględniać:
- rosnące koszty badań naukowych i prac rozwojowych
- skrócenie cyklu życia poszczególnych produktów i technologii
- wzrastającą kompleksowość nauki i techniki

## Klasyfikacja celów polityki naukowej
Klasyfikacji celów można dokonać na kilka sposobów.
I. Klasyfikacja rodzajowa stosowana w krajach OECD:
- cele militarne
- cele społeczne
- cele ekonomiczne
- cele naukowe

II. Klasyfikacja na podstawie okresu, którego dotyczą cele.
1. Cele strategiczne (długookresowe):
- przemiany strukturalne w gospodarce
- zwiększenie liczby innowacji przemysłowych
- podnoszenie konkurencyjności wyrobów na rynkach międzynarodowych
- zwiększenie liczby miejsc pracy i poprawa jej warunków
- poprawa opieki zdrowotnej

2. Cele taktyczne (obejmują działania bieżące):
- polepszanie obsługi informacyjnej i konsultacyjnej
- wzmacnianie bazy naukowej
- zwiększenie popytu na innowacje służące społeczeństwu

## Typy polityki naukowej
1.partycypacja – polega na finansowym wspieraniu badań za pośrednictwem wyspecjalizowanych instytucji i funduszy
2.regulacja – zadaniem władzy państwowej jest określenie ram oddziaływań służących realizacji polityki naukowej (np. ustalanie wielkości środków w budżecie na naukę lub określanie zasad funkcjonowania uczelni)
3.popieranie – oddziaływanie pośrednie na jednostki badawczo-rozwojowe i organizacje samorządowe nauki w celu zapewnienia im uczestnictwa w realizacji polityki naukowej państwa, przy pozostawieniu tym instytucjom w sprawie tematów i zadań badawczych
- popieranie instytucjonalne (podmiotowe)
- popieranie projektowe
- udzielanie pomocy

## Instrumenty polityki naukowej
1. Instrumenty o charakterze ogólnym – oddziałujące na cały proces badawczy, łącznie z wdrażaniem osiągnięć nauki do praktyki gospodarczej, np.
- Dotacje i subwencje rządowe

- Umowy uzgodnione

- Kontrakty programowe

2. Instrumenty wyspecjalizowane – oddziałujące jedynie na pewne elementy procesu badawczego, np.
- Ulgi finansowe

- Premie za innowacje

### Instrumenty polityki naukowej stosowane w Polsce
1. Związane z polityką podatkową:
- Zaliczanie do kosztów uzyskania przychodów wydatków poniesionych przez podatników na prowadzenie badań naukowych lub prac badawczo-rozwojowych

- Zaliczanie do kosztów uzyskania przychodów wydatków poniesionych przez podatnika na zakup wyników badań (o ile następuje nabycie praw majątkowych)

- Zaliczanie do kosztów uzyskania przychodów nieinwestycyjnych wydatków wdrożeniowych poniesionych przez podatnika

- Odliczanie w całości lub w części od dochodu przed opodatkowaniem, do wysokości 50% tego dochodu, wydatków inwestycyjnych związanych z wdrożeniem patentów, licencji, know-how oraz wyników krajowych prac naukowych

- Odliczanie od dochodu do opodatkowania wydatków poniesionych na innowacyjne inwestycje w okresie dłuższym niż jeden rok podatkowy

- Ulgi podatkowe dla osób fizycznych – autorów nowych rozwiązań innowacyjnych

2. Instrumenty finansowe i organizacyjne:
- Przyśpieszona amortyzacja

- Ulgi i preferencje kredytowe (związane z gwarancjami państwa)

- Wprowadzenie nowych rozwiązań prawnych i instytucjonalnych na rynku kapitałowym

- Ubezpieczanie inwestorów przy wdrażaniu nowych technologii

- Koordynacja polityki licencyjnej z polityką naukową

- Przepisy o wynalazczości

## Instytucje
W Polsce organem pomocniczym ministra nauki i szkolnictwa wyższego w zakresie polityki naukowej państwa jest Komitet Polityki Naukowej (KPN), działający w oparciu o ustawę z dnia 20 lipca 2018 r. – Prawo o szkolnictwie wyższym i nauce.

## Źródła
- Polityka gospodarcza, pod red. B. Winiarskiego, Warszawa 1999.

- Moszkowicz K., Polityka innowacyjna w krajach wysoko rozwiniętych, Wrocław 1995.

- Nauka, technologia, gospodarka: wzajemne powiązania i globalne tendencje rozwoju, pod red. A. Kuklińskiego, Warszawa 1995.